# Große Freiheit
Große Freiheit je rakousko-německý hraný film z roku 2021, který režíroval Sebastian Meise podle vlastního scénáře. Snímek měl světovou premiéru na Mezinárodním filmovém festivalu v Cannes dne 8. července 2021 v rámci sekce Un certain regard.

## Děj
Hans Hoffmann často sex s jinými muži na pánských záchodech. V roce 1968 musí jít Hans na 24 měsíců do vězení a není to poprvé, co byl uvězněn za porušení § 175. Přestože byl po skončení války osvobozen z koncentračního tábora, byl okamžitě poslán do vězení. Zde se poprvé setká s Viktorem Bixem, který se netají svým odporem k Hansovi a jeho sklonům. Podruhé se potkají v roce 1958, kdy byl Hans znovu uvězněn poté, co byl přistižen se svým milencem. V roce 1969 byla homosexualita v Západním Německu dekriminalizována. Hans je propuštěn z vězení, ale nedokáže se s nabytou svobodou vyrovnat.

## Obsazení
| Franz Rogowski     | Hans Hoffmann      |
| Georg Friedrich    | Viktor Bix         |
| Thomas Prenn       | Oskar              |
| Anton von Lucke    | Leo                |
| Ulrich Faßnacht    | dozorce            |
| Alfred Hartung     | dozorce            |
| Klaus Huhle        | soudce             |
| Andreas Patton     | prokurátor         |
| Joachim Schoenfeld | dozorce            |
| Thomas Stecher     | dozorce            |
| Fabian Stumm       | policista v civilu |
| Daniel Wagner      | obhájce            |
| Johannes Cramer    | americký voják     |

## Ocenění
- Festival Camerimage: nominace za nejlepší režijní debut (Sebastian Meise)
- Chicago International Film Festival: cena Gold Q-Hugo
- Filmový festival Cannes: cena poroty v sekci Un certain regard
- Sarajevo Film Festival: hlavní cena Heart of Sarajevo pro nejlepší hraný film (Sebastian Meise); cena pro nejlepšího herce (Georg Friedrich)
- Tallinn Black Nights Film Festival: cena DDA Spotlight Award (Sebastian Meise)
- Zurich Film Festival: nominace na Focus Competition
- Filmfest Hamburg: nominace na Hamburger Produzentenpreis a na Art Cinema Award
- rakouský kandidát na cenu Oscar v kategorii nejlepší cizojazyčný film
- Evropské filmové ceny: cena za nejlepší kameru (Crystel Fournier) a nejlepší filmovou hudbu (Nils Petter Molvær a Peter Brötzmann), nominace na European University Film Award a nominace v kategorii nejlepší herec (Franz Rogowski)
- Viennale: cena Wiener Filmpreis a MehrWERT-Filmpreis
- Biberacher Filmfestspiele: cena publika
- Filmová cena LUX: nominace (Sebastian Meise)
- Cena Romy: nominace v kategoriích nejoblíbenější herec (Georg Friedrich a Franz Rogowski), nejlepší celovečerní film, nejlepší scénář (Thomas Reider a Sebastian Meise), nejlepší kamera (Crystel Fournier), nejlepší produkce
- Deutscher Kamerapreis: ocenění v kategorii střih (Joana Scrinzi)
- Cena Thomase Plucha za scénář: hlavní cena (Thomas Reider a Sebastian Meise), nominace na zvláštní cenu
- Filmový festival Diagonale: cena za nejlepší Bildgestaltung (Crystel Fournier), cena VAM za mimořádný produkční počin (FreibeuterFilm, Sabine Moser a Oliver Neumann), cena pro nejlepšího herce (Georg Friedrich), cena za nejlepší střih (Joana Scrinzi)
- Österreichischer Filmpreis: nejlepší hraný film (produkce Sabine Moser, Oliver Neumann, Benny Drechsel, režie Sebastian Meise), nejlepší herec (Georg Friedrich) a nominace pro nejlepšího herce (Franz Rogowski), nejlepší herec ve vedlejší roli (Thomas Prenn), nejlepší režie (Sebastian Meise), nejlepší scénář (Sebastian Meise a Thomas Reider), nejlepší kamera (Crystel Fournier), nejlepší masky (Heiko Schmidt, Roman Braunhofer a Kerstin Gaecklein), nejlepší střih (Joana Scrinzi), nominace na nejlepší hudbu (Peter Brötzmann a Nils Petter Molvær)
- Deutscher Filmpreis: nejlepší film (Benny Drechsel, Sabine Moser, Oliver Neumann), nejlepší masky (Heiko Schmidt, Kerstin Gaecklein, Roman Braunhofer), nominace v kategoriích: nejlepší režie, (Sebastian Meise), nejlepší scénář (Thomas Reider, Sebastian Meise), nejlepší herec v hlavní roli (Franz Rogowski), nejlepší kamera/výprava (Crystel Fournier), nejlepší střih (Joana Scrinzi) a nejlepší kostýmy (Tanja Hausner)
- Deutscher Schauspielpreis: nominace v kategoriích herec/herečka v hlavní dramatické roli (Franz Rogowski), herec/herečka ve vedlejší dramatické roli (Georg Friedrich)